# Landgericht Brieg
Das Landgericht Brieg war ein preußisches Gericht der ordentlichen Gerichtsbarkeit im Bezirk des Oberlandesgerichts Breslau mit Sitz in Brieg.

## Vorgeschichte
Im Jahre 1849 wurden in Preußen Appellationsgerichte gebildet, denen Kreisgerichte nachgeordnet waren, die für jeweils einen Landkreis als erstinstanzliche Gerichte dienten. Für Brieg entstand damit das Appellationsgericht Breslau mit 23 zugeordneten Kreisgerichten, darunter das Kreisgericht Brieg.

## Geschichte
Das königlich-preußische Landgericht Brieg wurde mit Wirkung zum 1. Oktober 1879 als eines von 14 Landgerichten im Bezirk des Oberlandesgerichtes Breslau gebildet. Der Sitz des Gerichtes war Brieg. Das Landgericht war danach für die Landkreise Brieg, Ohlau, Strehlen, den größten Teil des Landkreises Grottkau und Teile der Landkreise Falkenberg und Nimptsch zuständig. Ihm waren folgende Amtsgerichte zugeordnet:
| Amtsgericht          | Sitz     | Bezirk |
| -------------------- | -------- | --- |
| Amtsgericht Brieg    | Brieg    | der Kreis Brieg ohne den Teil, der dem Amtsgericht Löwen zugeordnet war                                               |
| Amtsgericht Grottkau | Grottkau | der Kreis Grottkau ohne den Teil, der den Amtsgerichten Neisse und Ottmachau (Landgericht Neisse) zugeordnet war      |
| Amtsgericht Löwen    | Löwen    | aus dem Kreis Brieg der Stadtbezirk Löwen und die Amtsbezirke Fröbeln, Groß Jenkwitz, Lossen und Taschenberg-Michelau |
| Amtsgericht Ohlau    | Ohlau    | der Kreis Ohlau ohne den Teil, der dem Amtsgericht Wansen zugeordnet war                                              |
| Amtsgericht Strehlen | Strehlen | der Kreis Strehlen und aus dem Kreis Nimptsch die Amtsbezirke Grün Hartau und Manze                                   |
| Amtsgericht Wansen   | Wansen   | aus dem Kreis Ohlau der Stadtbezirk Wansen und die Amtsbezirke Kauern, Klosdorf, Knieschwitz, Lorzendorf und Spurwitz |

Der  Landgerichtsbezirk hatte 1888 zusammen 180.312 Einwohner. Am Gericht waren ein Präsident, ein Direktor und sechs Richter tätig. In Folge der Weltwirtschaftskrise wurden 60 Amtsgerichte auf Grund von Sparverordnungen aufgehoben. Mit der Verordnung über die Aufhebung von Amtsgerichten vom 30. Juli 1932 wurde das Amtsgericht Wansen zum 30. September 1932 aufgehoben und sein Sprengel auf die Amtsgerichte Strehlen, Brieg und Ohlau verteilt. Gegen die Schließung dieser Amtsgerichte agitierte die NSDAP in vielen Fällen. Nach der Machtergreifung 1933 wurden mit dem Gesetz über die Wiedereinrichtung aufgehobener Amtsgerichte und die Schaffung von Zweigstellen der Amtsgerichte vom 29. August 1933 eine Reihe dieser im Vorjahr aufgehobenen Gerichte zum 1. Oktober 1933 wieder eingerichtet, darunter auch das Amtsgericht Wansen.
Im Jahre 1945 wurden der Landgerichtsbezirk unter polnische Verwaltung gestellt und die deutschen Einwohner vertrieben. Damit endete auch die Geschichte des Landgerichtes Brieg.

## Richter
- Albert von Gladis, Landgerichtspräsident